# Bogny-sur-Meuse
Bogny-sur-Meuse é uma comuna francesa na região administrativa de Grande Leste, no departamento Ardenas. Estende-se por uma área de 23,18 km². Em 2010 a comuna tinha 5 107 habitantes (densidade: 220,3 hab./km²).